# Coppa Italia 2011-2012 (calcio a 5)
La 27ª Coppa Italia di calcio a 5, denominata  Final Eight 2012 di Coppa Italia, si è svolta tra l'8 ed l'11 marzo 2012 a Padova nel PalaFabris e ha visto la vittoria della Asti Calcio a 5, che per la prima volta si è aggiudicata il titolo.
Sono qualificate alla final eight le squadre che hanno chiuso il girone di andata del campionato di Serie A nei primi otto posti della classifica.
Il sorteggio del tabellone ad eliminazione diretta della manifestazione è stato effettuato martedì 21 febbraio alle ore 11:00 nella sala Paladin del comune di Padova.
Le gare di final eight sono state tutte trasmesse su Rai Sport 1 e Rai Sport 2.

## Formula
Le prime otto classificate dopo il girone di andata vengono raggruppate in due gruppi: nel gruppo A ci sono le prime quattro della classifica dopo il girone di andata mentre, nel gruppo B, quelle dal quinto all'ottavo posto. Nei quarti di finale, si affrontano una squadra del gruppo A ed una del gruppo B in una gara unica. Le vincenti accedono alle semifinale e poi alla finale per il primo posto, anch'esse in gara unica. La vincitrice della finale si aggiudica il trofeo. La formula prevede che in tutte le gare, in caso di parità, si svolgeranno due tempi supplementari di 5 minuti ciascuno. In caso di ulteriore parità al termine degli stessi, la vittoria si assegnerà dopo i calci di rigore.

## Squadre qualificate
Squadre qualificate:
| Gruppo A | Gruppo A  | Gruppo B | Gruppo B     |
| 1        | Luparense | 5        | Sport Five   |
| 2        | Marca     | 6        | Montesilvano |
| 3        | Lazio     | 7        | Bisceglie    |
| 4        | Asti      | 8        | Pescara      |

## Il Palazzetto

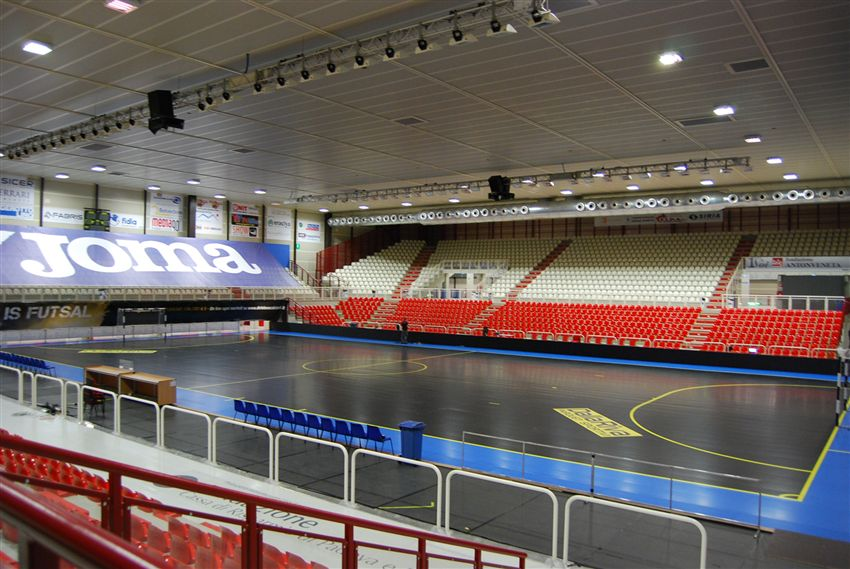
Il PalaFabris durante la manifestazione

Per la terza volta consecutiva è stato il PalaFabris di Padova a ospitare le Final Eight di Coppa Italia Serie A e Under 21. Il palazzetto può accogliere sino a 4.500 persone a sedere. Il fondo di gioco è in parquet.

## Tabellone
|  | Quarti di finale | Quarti di finale | Quarti di finale |           |              | Semifinali   | Semifinali | Semifinali |  |  | Finale | Finale | Finale |  |
|  |                  |                  |                  |           |              |              |            |            |  |  |        |        |        |  |
|  | Marca            | Marca            | 2                |           |              |              |            |            |  |  |        |        |        |  |
|  | Marca            | Marca            | 2                |           |              |              |            |            |  |  |        |        |        |  |
|  | Montesilvano     | Montesilvano     | 4                |           |              |              |            |            |  |  |        |        |        |  |
|  | Montesilvano     | Montesilvano     | 4                |           | Montesilvano | Montesilvano | 3(5)       |            |  |  |        |        |        |  |
|  |                  |                  |                  |           | Montesilvano | Montesilvano | 3(5)       |            |  |  |        |        |        |  |
|  |                  |                  | Asti             | Asti      | 3(6)         |              |            |            |  |  |        |        |        |  |
|  | Asti             | Asti             | Asti             | Asti      | 3(6)         | 5            |            |            |  |  |        |        |        |  |
|  | Asti             | Asti             |                  |           |              |              |            |            |  |  |        |        |        |  |
|  | Pescara          | Pescara          | 3                |           |              |              |            |            |  |  |        |        |        |  |
|  | Pescara          | Pescara          | 3                |           | Asti         | Asti         | 4          |            |  |  |        |        |        |  |
|  |                  |                  |                  |           |              |              |            |            |  |  |        |        |        |  |
|  |                  |                  | Luparense        | Luparense | 3            |              |            |            |  |  |        |        |        |  |
|  | Lazio            | Lazio            | Luparense        | Luparense | 3            | 4            |            |            |  |  |        |        |        |  |
|  | Lazio            | Lazio            |                  |           |              |              |            |            |  |  |        |        |        |  |
|  | Sport Five       | Sport Five       | 0                |           |              |              |            |            |  |  |        |        |        |  |
|  | Sport Five       | Sport Five       | 0                |           | Lazio        | Lazio        | 4          |            |  |  |        |        |        |  |
|  |                  |                  |                  |           | Lazio        | Lazio        | 4          |            |  |  |        |        |        |  |
|  |                  |                  | Luparense        | Luparense | 6            |              |            |            |  |  |        |        |        |  |
|  | Luparense        | Luparense        | Luparense        | Luparense | 6            | 4            |            |            |  |  |        |        |        |  |
|  | Luparense        | Luparense        |                  |           |              |              |            |            |  |  |        |        |        |  |
|  | Bisceglie        | Bisceglie        | 3                |           |              |              |            |            |  |  |        |        |        |  |

## Risultati

### Quarti di finale
Le otto squadre classificate si incontreranno in gare di sola andata.
Risulteranno qualificate alla semifinali le quattro squadre che nei rispettivi incontri avranno segnato il maggior numero di reti.
In caso di parità, al termine dei tempi regolamentari, si procederà direttamente ai calci di rigore.
| Arbitri: | Francesco Pagnotta (Ascoli Piceno) Giovanni Cossu (Cagliari) Antonio Pavese (Potenza) |
| Crono:   | Ettore Quarti (Imperia)                                                               |

|                               |           |                                                              |
| Jonas 18'43’’ Wilhelm 21'41’’ | Marcatori | 5'15’’, 15'38’’ Calderolli 19'59’’ Burato 39'46’’ Mammarella |

| Arbitri: | Luca Illotto (Trento) Roberto Astolfi (Rovigo) Stefano Lena (Treviso) |
| Crono:   | Enrico De Poli (Mestre)                                               |

|                                                                         |           |                                                   |
| Patias 2’, 15'32’’, 32'40’’ (rig.), 33'37’’ (t.l.) Ramon 30'06’’ (rig.) | Marcatori | 13'26’’ Héctor 23'16’’ Coco Schmitt 35'49’’ Mielo |

| Arbitri: | Riccardo Arnò (Reggio Emilia) Francesco Novellino (Potenza) Pasquale Casale (Firenze) |
| Crono:   | Gianantonio Leonforte (Vicenza)                                                       |

|                                                            |           |  |
| Nuno 10'44’’ Bacaro 20'08’’ Parrel 31'10’’ Danieli 36'38’’ | Marcatori |  |

| Arbitri: | Roberto Chiarello (Novi Ligure) Giovanni Muratore (Perugia) Tito Stampacchia (Modena) |
| Crono:   | Gianluca Mastri (Jesi)                                                                |

|                                                      |           |                                         |
| Honorio 9'05’’ Pablo 18'28’’, 26'29’’ Merlim 20'40’’ | Marcatori | 21'28’’, 34'49’’ Kaká 30'27’’ Antonelli |

### Semifinali
Le quattro squadre classificate si incontreranno in gare di sola andata. Risulteranno qualificate alla finale le due squadre che nei rispettivi incontri avranno segnato il maggior numero di reti. In caso di parità, al termine dei tempi regolamentari, si procederà alla effettuazione dei calci di rigore.
| Arbitri: | Arnaldo Ciciarello (Catanzaro) Alessandro Malfer (Rovereto) Fabrizio Spalla (Forlì) |
| Crono:   | Sergio Scali (Pinerolo)                                                             |

|                                                                                          |           |                                                |
| Euler 0'07’’ Vampeta 12'53’’ Honorio 14'29’’ Fortino 30'56’’ Weber 33'59’’ Canal 39'03’’ | Marcatori | 3'24’’, 35'27’’ Bacaro 35'54’’, 39'52’’ Parrel |

| Arbitri: | Francesco Massini (Roma 1) Mario Filippini (Roma 1) Marco Vocca (Battipaglia) |
| Crono:   | Pierluigi Cecala (L’Aquila)                                                   |

|                                                       |                      |                                                 |
| Borruto 11'22’’, 23'44’’ Rogério 37'22’’              | Marcatori            | 10'53’’ Cavinato 22'45’’ Patias 25'37’’ Corsini |
| Cuzzolino Calderolli Rogério Fantacele Burato Garcias | Tiri di rigore 5 – 6 | Ramon Patias Cavinato Lima Corsini Bessa        |

### Finale
Risulterà vincitrice della Coppa Italia di Serie A stagione sportiva 2011/2012 la squadra che avrà segnato il maggior numero di reti. In caso di parità, al termine dei tempi regolamentari, si effettueranno due tempi supplementari della durata di 5 minuti ciascuno. In caso di ulteriore parità si procederà alla effettuazione dei calci di rigore.
| Arbitri: | Angelo Galante (Ancona) Domenico Daidone (Trapani) Leonardo Balli (Prato) |
| Crono:   | Giuseppe Di Gregorio (Enna)                                               |

| |            | |
| Fortino 5'53’’ Euler 16'03’’ Honorio 31'33’’ | Marcatori  | 10'21’’ Ramon 30'04’’ Lima 31'03’’ Patias 36'06’’ Bessa |
| · Miguel Weber · Euler · Humberto Honorio · Vampeta · Mauro Canal · Davide Putano · Fabiano Assad · Alex Merlim · Rodolfo Fortino · Marco Ferraro · Filippo Mognon · Marco Bordignon | Formazioni | Danilo Scarparo Gabriel Lima Diego Cavinato Alessandro Patias Anderson Pellegrini Luca Casalone Luca Modica Ramon Bueno Ardite Eduardo Dias Raphael Bessa Antonio Celentano Gioele Cannella |
| Julio Fernández | Allenatori | Sergio Tabbia |

## Classifica marcatori
| Gol |  |  | Giocatore           | Squadra      |
| --- |  |  | ------------------- | ------------ |
| 6   |  |  | Alessandro Patias   | Asti         |
| 3   |  |  | Vinícius Bacaro     | Lazio        |
| 3   |  |  | Rafael Parrel       | Lazio        |
| 3   |  |  | Humberto Honorio    | Luparense    |
| 2   |  |  | Cristian Borruto    | Montesilvano |
| 2   |  |  | Fabricio Calderolli | Montesilvano |

| Gol |  |  | Giocatore       | Squadra   |
| --- |  |  | --------------- | --------- |
| 2   |  |  | Pablo           | Luparense |
| 2   |  |  | Euler           | Luparense |
| 2   |  |  | Rodolfo Fortino | Luparense |
| 2   |  |  | Kaká            | Bisceglie |
| 2   |  |  | Ramon           | Asti      |

## Premi
- Premio Fair play: Mauro Canal (Luparense)